# Среднее Шадбегово
Среднее Шадбегово — деревня в Игринском районе Удмуртии. Входит в состав муниципального образования «Кабачигуртское».

## Географическое положение
Находится в 12 километрах от посёлка Игра. Рядом расположены деревни Зянтемошур и Старое Шадбегово. Рядом протекает река Лоза. Климат средней полосы России.

## Археология
Близ деревни открыт ряд поселений энеолитической Юртиковской культуры. Обнаружены остатки прямоугольных полуземлянок с очагами, керамика с гребенчатыми штампами и ямками, разнообразные каменные орудия, обломки тиглей для плавки меди, медные нож и шило, янтарные подвески.

## Население
На 1 января 2010 года в 72 дворах деревни проживало 180 человек. Из них 82 занятых, 52 пенсионера и 24 школьника.
| 2010 | 2012 |
| ---- | ---- |
| 180  | ↘175 |